# マイケル・メサ
マイケル・メサ・ピニェーロ（Maikel Mesa Piñero、1991年6月4日 - ）は、スペイン・カナリア諸島州サンタ・クルス・デ・テネリフェ出身のサッカー選手。レアル・サラゴサ所属。ポジションはMF。

## クラブ経歴
カナリア諸島州のサンタ・クルス・デ・テネリフェに生まれ、2010-11シーズンのテルセーラ・ディビシオンに所属していたCDラグナ・デ・テネリフェにてキャリアをスタートさせた。
2012年7月10日、CAオサスナBと2年契約を結んだ。2013年6月1日、レアル・マドリードとの試合にて、トップチームでのラ・リーガデビューを果たした。2015年1月30日、2014-15シーズン終了までラシン・フェロルにレンタル移籍をした。オサスナにレンタルバック後、オサスナのトップチームに登録され、2016年1月24日のUEリャゴステラ戦でプロ初ゴールを挙げた。
2016年6月21日、オサスナがラ・リーガ昇格を果たすと、メサは余剰戦力として放出され、同年7月13日にCDミランデスと契約した。2017年6月29日、ミランデスがセグンダ・ディビシオンBへと降格すると、ジムナスティック・タラゴナにフリーで加入した。
2018年8月17日、UDラス・パルマスと4年契約を交わした。2020年1月11日、出場機会を得るため、アルバセテ・バロンピエにシーズン終了までのレンタル移籍が発表された。
2022年7月25日、古巣アルバセテに1年契約で加入した。
2023年6月13日、レアル・サラゴサに移籍した。